# Festival voor het Afrikaans
Het Festival voor het Afrikaans, in 2016 eenmalig het A.K.A Afrikaanse Kultuurfees Amsterdam, is een cultureel festival in Nederland, dat in het teken staat van verschillende facetten van de Afrikaanstalige cultuur, zoals muziek, literatuur, film, dans, toneel en cabaret. Tijdens het festival treden er Afrikaanstalige en Nederlandstalige artiesten uit de verschillende delen van het Nederlands taalgebied op. De focus ligt echter op Zuid-Afrikaanse artiesten en hun werk. Het festival heeft het doel om Nederlandstaligen (opnieuw) kennis te laten maken met verwante cultuur uit Zuid-Afrika.

## Geschiedenis

### Eerste editie (2011)
De eerste editie van het Festival voor het Afrikaans vond van 17 tot en met 19 juni 2011 plaats in het Tropentheater in Amsterdam. Om deze eerste editie van de grond te krijgen, werkte festivaloprichter Joris Cornelissen samen met de Nederlandse cultuurstichting Afrinetwerk en mediaconglomeraat Naspers. Het opzetten van de eerste editie heeft ongeveer tweeënhalf jaar geduurd. Artiesten die optreden, waren onder andere Chris Chameleon, Amanda Strydom en Gert Vlok Nel. Schrijvers die op het festival spraken waren onder meer Breyten Breytenbach, Ronelda Kamfer en E.K.M. Dido. Een samenvatting van het festival werd uitgezonden in het tv-programma Fiësta op de Zuid-Afrikaanse tv-zender KykNET.

### Tweede editie (2013)
Wegens de sluiting van het Tropentheater vond van 13 tot en met 16 juni 2013 het tweede editie van het Festival voor het Afrikaans plaats in het Haagse Theater aan het Spui. Tijdens dit festival traden onder meer Emo Adams, Anne van Veen, Karin Hougaard, Gert Vlok Nel, Stef Bos, David Kramer en Gerard van Maasakkers op. Schrijvers spraken in de vorm van Antjie Krog, Etienne van Heerden en Ronelda Kamfer. Ook vonden er verschillende lezingen tijdens het festival plaats. Daarnaast werden verschillende Afrikaanstalige films op het festival vertoond. Eveneens was er tijdens het festival een speciale pop- en rockavond in de Melkweg, die het Festival voor het Afrikaans samen met het Zuid-Afrikaanse muziek-tv-kanaal MK organiseerde. Tijdens deze avond werd de aftrap gegeven voor de Afrikaans verower harte-toer van Jack Parow, Bittereinder en Van Coke Kartel. Na afloop van het festival weigerde een van de sponsoren van het festival haar toegezegde bijdrage van €8.000 te betalen. Hierdoor kwam het voortbestaan van het festival in gevaar. Naspers zorgde er uiteindelijk voor dat de geldproblemen opgelost werden.
Na de tweede editie werd bekend dat festivaldirecteur Joris Cornelissen zou stoppen en dat de festivalorganisatie losgekoppeld zou worden van Afrinetwerk. De festivalorganisatie ging verder onder de naam Stichting Festival voor het Afrikaans met Carina Claassens en Gideon van Eeden als festivaldirecteuren.

### Derde editie (2016)
Voor de derde editie van het festival werd de naam gewijzigd in A.K.A Afrikaanse Kultuurfees Amsterdam. Deze editie werd van 8 tot en met 10 april gehouden in het Compagnietheater in Amsterdam. Tijdens deze editie werden ook de eerste A.K.A Awards uitgedeeld worden als Nederlandse prijs voor beste Afrikaanstalige film. De A.K.A Award voor beste speelfilm ging naar Sink, en de prijs voor beste documentaire ging naar Between The Devil And The Deep.
Ook vond er een rockconcert plaats in De Melkweg, waarbij onder meer Jack Parow, De Kraaien, Francois van Coke, De Likt, Karen Zoid en Hemelbesem optraden.

### Vierde editie (2018)
Eind 2016 werd de organisatie van het festival overgedragen aan het Zuid-Afrikahuis. In overleg met de vrijwilligers besloot men terug te keren naar de kleinere opzet uit 2011. Het Zuid-Afrikahuis heeft de organisatie van het festival uitbesteed aan de Stichting Afrikaans en de Lage Landen. Eind 2017 werd bekend dat het Festival voor het Afrikaans op 22 en 23 september 2018 zal plaatsvinden in het Vlaams Cultuurhuis De Brakke Grond in Amsterdam. Daarbij zullen onder meer Laurika Rauch, Zelda La Grange, Antjie Krog en Gert Vlok Nel optreden.